# Lhokpawoh Selatan
Lhokpawoh Selatan är ett berg i Indonesien.   Det ligger i provinsen Aceh, i den västra delen av landet, 1 500 km nordväst om huvudstaden Jakarta. Toppen på Lhokpawoh Selatan är 703 meter över havet, eller 51 meter över den omgivande terrängen. Bredden vid basen är 1,3 km.
Terrängen runt Lhokpawoh Selatan är kuperad åt sydväst, men åt nordost är den bergig. Terrängen runt Lhokpawoh Selatan sluttar västerut.Runt Lhokpawoh Selatan är det ganska glesbefolkat, med 23 invånare per kvadratkilometer. I omgivningarna runt Lhokpawoh Selatan växer i huvudsak städsegrön lövskog.